# Prays oleae
Espèce
Prays oleae (teigne de l'olivier) est une espèce d'insectes lépidoptères de la famille des Praydidae, d'origine asiatique.
Cet insecte attaque préférentiellement l'olivier (Olea europaea subsp. europaea), dont il est l'un des principaux ravageurs, et d'autres Oleaceae des genres Jasminum, Ligustrum, Phillyrea, ainsi que des espèces de la famille des Ranunculaceae.

## Synonymes
- Prays oleella (Fabricius, 1794)
- Prays adspersella Herrich-Schäffer, 1855

## Distribution
L'aire de répartition de Prays oleae comprend l'ensemble du bassin méditerranéen, le Proche-Orient et l'Asie mineure, ainsi que certains pays d'Europe orientale (Roumanie, Ukraine, Russie).